# Dolenje Polje
Dolenje Polje je naselje v Občini Dolenjske Toplice.